# RTL9
«RTL9» — люксембургский частный телевизионный канал, вещающий на французском языке. Зона вещания охватывает прежде всего Люксембург, Францию, Монако и Швейцарию.
Канал по состоянию как минимум на 2001—2004 годы был самый смотримый среди чисто кабельных и спутниковых (то есть неэфирных) телеканалов во Франции. Так, по опубликованным 9 марта 2004 года данным компании «Медиаметри» за период с 1 сентября 2003 по 15 февраля 2004 года его доля аудитории среди являющихся абонентами какого-нибудь платного пакета составила 2,1 %. До этого, годом и двумя ранее (сентябрь 2002 — середина февраля 2003 и конец декабря 2001 — середина июня 2002), доля была ещё больше — 2,7 %.

## История
С 1998 года контрольным пакетом акций телеканала владела французская компания (медиахолдинг) AB Groupe.
В марте 2017 года AB Groupe была куплена французским холдингом Mediawan. 21 июля 2017 года AB Groupe купила у люксембургского медиахолдинга RTL Group принадлежавшие тому 35 % акций телеканала, сделав Mediawan единственным владельцем.